# Musaranho-lontra
O musaranho-lontra (Potamogale velox) é um tenreque semi-aquático. Pode ser encontrado na África tropical: Angola, Camarões, República Centro-africana, Chade, República Democrática do Congo, República do Congo, Guiné Equatorial, Gabão, Quênia, Nigéria, Sudão, Tanzânia e Uganda.
É um animal de modo de alimentação insectívora, que habita zonas pantanosas na floresta tropical.